# Monte Athos
Monte Athos o Monte Atos es el nombre que recibe el área montañosa que conforma la península más oriental de las tres que se extienden hacia el sur desde la península Calcídica, situada en Macedonia Central, al norte de Grecia. En griego moderno se la llama Άγιον Όρος (Ágion Óros, Montaña sagrada). En épocas clásicas, la península se llamaba en griego antiguo: Ἀκτή (Acté).
Es el marco geográfico de veinte monasterios ortodoxos (griegos, rusos, serbios, georgianos, búlgaros y rumanos) que conforman un territorio autónomo bajo soberanía griega. Esta consideración les permite estar exentos del cumplimiento de ciertas leyes, tanto de Grecia como de la Unión Europea, teniendo la potestad sobre el territorio, por ejemplo, de prohibir la entrada a todas las mujeres. Tampoco existe obligación de seguir el Acuerdo de Schengen. En el Monte Atos solo pueden vivir monjes ortodoxos de sexo masculino y la población (2011) ronda los 2416 habitantes (2230 griegos, monjes y laicos, 70 rusos, 45 serbios, 30 georgianos, 20 búlgaros y 20 rumanos).
El Monte Athos fue declarado, por su riqueza cultural y natural, Patrimonio de la Humanidad por la Unesco en 1988.

## Historia

### Antigüedad
Dentro de la mitología griega, Athos era el nombre de uno de los gigantes que desafiaron a los dioses griegos. Athos arrojó una enorme piedra a Poseidón, que cayó en el mar Egeo y se convirtió en la actual península. En otras versiones, Poseidón enterró en la montaña al gigante vencido.
Según Heródoto, los habitantes de la isla de Lemnos poblaron la península, llamada en ese momento Acte. El geógrafo e historiador del siglo I a. C. Estrabón señala cinco ciudades en la península (aunque los arqueólogos no han encontrado su localización exacta): Dion, Cleonae, Thyssos, Olophyxos y Acrothoï. Dos ciudades se crearon también en el periodo Clásico:  Acanto (actualmente Ierissos o Erisso) y Sane. Algunas de estas ciudades acuñaban su propia moneda.
La península estuvo al paso de la invasión de Jerjes I. Jerjes mandó construir un canal cruzando el istmo para evitar bordear el cabo (su padre, Darío I, perdió 300 naves y unos 20 000 hombres durante la primera guerra médica al tratar de bordear el mismo cabo). Tras la muerte de Alejandro Magno, el arquitecto Dinócrates propuso excavar por completo la montaña para convertirla en una estatua del rey macedonio.

### Imperios bizantino y otomano
La comunidad monástica del Monte Athos se fundó en el año 963 con la ayuda del emperador Basilio II de Bizancio bajo la Regla de San Basilio. El primer monasterio establecido fue la Gran Laura, fundado por San Atanasio de Athos. Este cenobio sigue siendo hoy en día el mayor de todos los de Grecia, y se convirtió en el más grande y célebre de todos los monasterios del Imperio bizantino, siendo en realidad una provincia monástica.
La zona gozó de la protección bizantina durante los siglos siguientes. La Cuarta Cruzada en el siglo XIII y la llegada de católicos a la zona forzó a los monjes a pedir la protección del papa Inocencio III hasta la restauración del Imperio bizantino. El Monte Athos sufrió el saqueo de los mercenarios catalanes en el siglo XIV durante la llamada Venganza catalana, lo que propició que la entrada de catalanes estuviera prohibida hasta el año 2005.

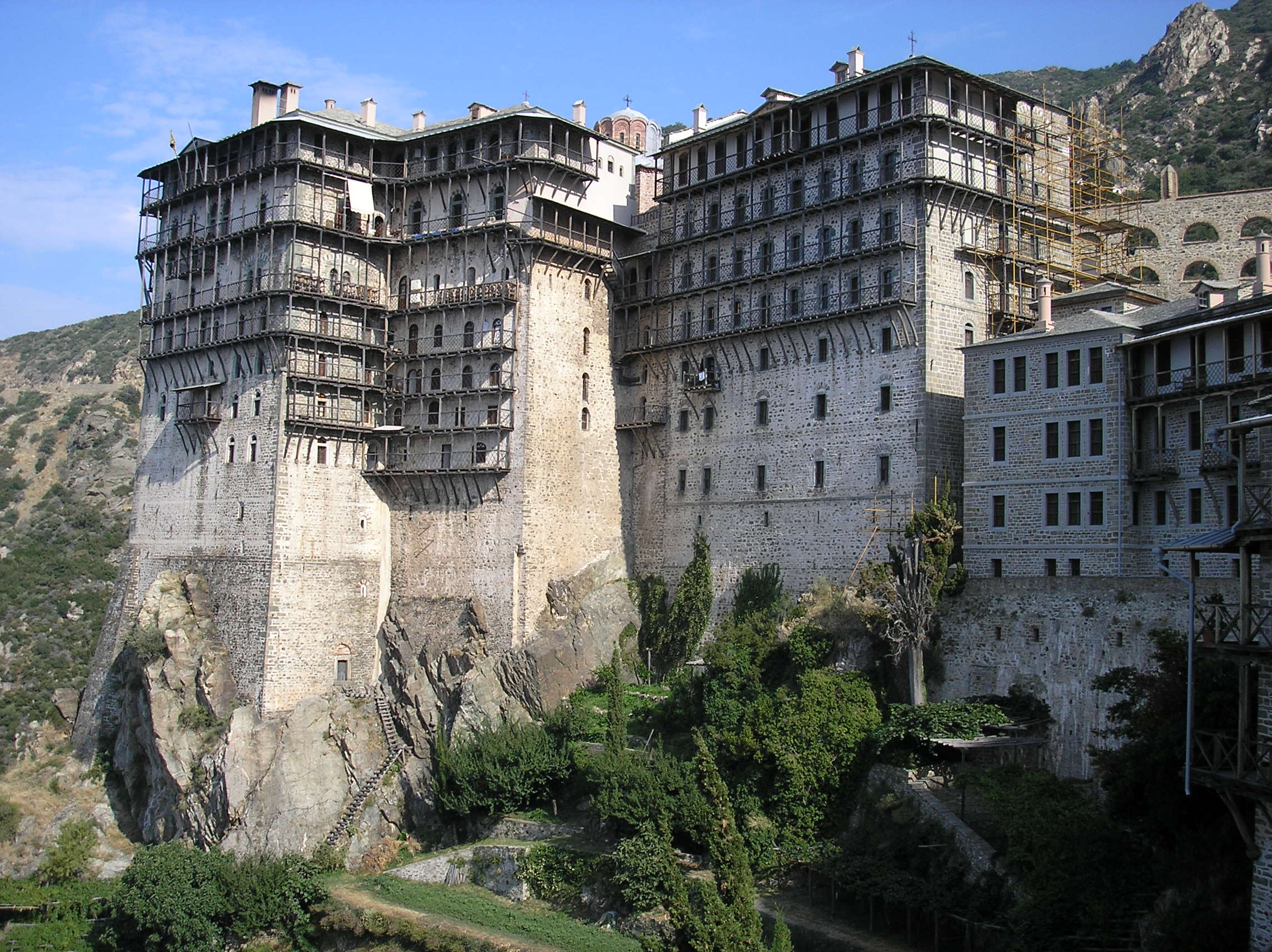
Monasterio de Simonos Petra.

El Imperio bizantino desapareció en el siglo XV y fue sustituido por el Imperio otomano, de fe islámica. A los monasterios se les impusieron impuestos elevados. La población de monjes disminuyó en los siglos siguientes y no empezó a recuperarse hasta el siglo XIX, con las donaciones y los monjes procedentes de otros territorios ortodoxos, como Rusia, Bulgaria, Rumanía o Serbia.

### Modernidad

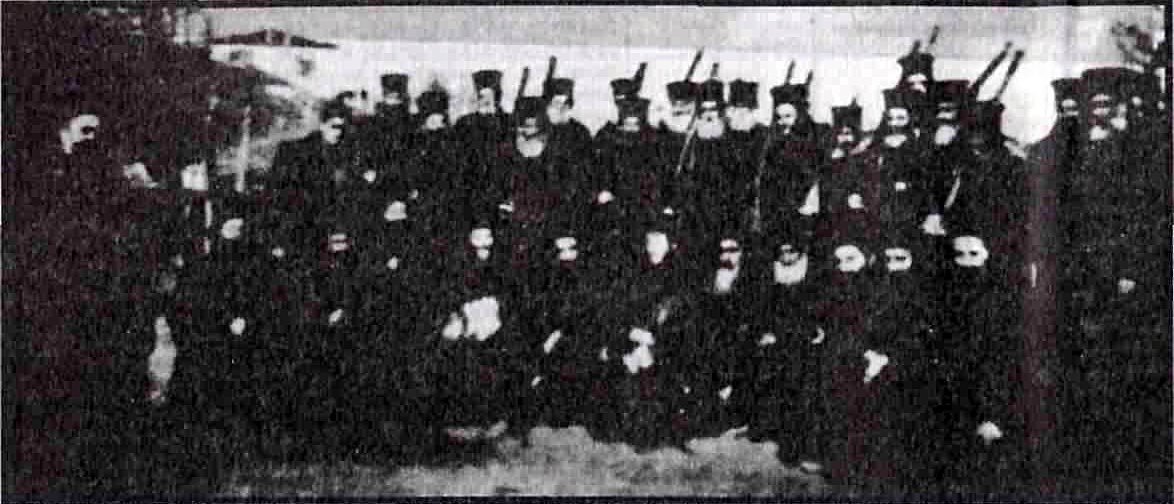
Monjes del monte armados durante la Disputa serbo-greco-búlgara por Macedonia, 1904-1908.

En 1912, durante la primera guerra de los Balcanes, los otomanos fueron expulsados de la península, que pasó a estar bajo soberanía del Reino de Grecia a partir del final de la Primera Guerra Mundial.
Los monasterios del Monte Athos se han visto a menudo afectados por incendios; en verano el peligro procede de los que se inician en los bosques y en invierno por la vulnerabilidad de los edificios en los que la madera forma parte importante de su construcción, cuando se descontrolan las llamas de las chimeneas. Dos de los más devastadores en época reciente han sido los ocurridos en agosto de 1990, que afectó a una gran superficie forestal y en mayo de 2004, que produjo graves daños a una gran parte del monasterio de Jilandar.
En junio de 1913, una pequeña flota rusa, formada por el cañonero Donets y los buques de transporte Tsar y Jersón, llevó al arzobispo de Vologda y a varias tropas al monte Athos para intervenir en la controversia teológica sobre los imiaslavie (un movimiento ortodoxo ruso).
El arzobispo mantuvo conversaciones con los imiaslavtsy e intentó que cambiaran sus creencias voluntariamente, pero no tuvo éxito. El 31 de julio de 1913, las tropas asaltaron el monasterio de San Pantaleón. Aunque los monjes no estaban armados y no se resistieron activamente, las tropas mostraron una táctica de mano dura. Tras el asalto al monasterio de San Panteleimón, los monjes de la Skete Andreevsky (Skiti Agiou Andrea) se rindieron voluntariamente. El transporte militar Jersón fue convertido en un barco-prisión y más de mil monjes imiaslavtsy fueron enviados a Odesa, donde fueron excomulgados y dispersados por toda Rusia.
Tras un breve conflicto diplomático entre Grecia y Rusia por la soberanía, la península pasó formalmente a estar bajo soberanía griega tras la Primera Guerra Mundial.
En enero de 2008, alrededor de una docena de mujeres griegas violaron la prohibición de entrada de casi 1000 años durante una protesta por las tierras en disputa. Las manifestantes, que sumaban unas 1000, se oponían a las reclamaciones de cinco monasterios de la comunidad sobre unas 20 000 hectáreas (8100 ha) de tierra en la cercana península de Calcídica.

## Política
La península forma parte de Grecia. Sin embargo, goza de un autogobierno cuyo estatus actual se alcanzó en 1924, con el reconocimiento por parte del Reino de Grecia y se redactaron las normas que rigen la comunidad: los Fueros de la Montaña Sagrada de Athos. Estos reglamentos pasaron a ser ley en 1926. Consiste en 20 monasterios con una capital y centro administrativo ubicado en Karyes, donde se encuentra el gobernador que representa al Gobierno griego. Además de los monasterios, hay doce pequeñas comunidades de monjes, llamadas sketae, así como diversas ermitas.
La jurisdicción espiritual recae en el Patriarca Ecuménico de Constantinopla y el gobierno, en la Comunidad Sagrada (Iera Koinotita). El representante de la Supervisión Sagrada (Iera Epistasia), un comité de cuatro monjes (Epistates) elegidos de entre los 20 monasterios, siguiendo un periodo de un año, comenzando este en junio. El líder de la Supervisión Sagrada es llamado Protos (en honor a un monje que tuvo este título) (protos en griego significa principal, el primero), procediendo este de alguno de los cinco primeros monasterios de la jerarquía que ordena los 20 monasterios del Monte Athos.[cita requerida]

Bandera de la iglesia ortodoxa griega

El Estado griego está representado por el gobernador de la Montaña Sagrada y recae en la jurisdicción del Ministro de Asuntos Exteriores helénico. Su función es supervisar el funcionamiento de los fueros y de los servicios públicos: Policía, aduanas, etc. Según los fueros, el Monte Athos está eximido de pagar impuestos al Estado griego. 
Se permite la entrada a 120 personas al día (110 ortodoxos y 10 cristianos no ortodoxos, todos ellos varones). A los extranjeros se les pone un límite inicial de cuatro días de visita. La única forma de entrar es obteniendo el diamonitrion (textualmente: permiso), que se tramita en Salónica y se retira en los pueblos griegos de Uranópolis o Ierissos (el primero para los barcos con destino a la costa occidental y el segundo para los barcos con destino a la oriental, siendo Uranópolis el más transitado), situadas a ambos extremos del canal de Jerjes. Desde Uranópolis, el barco llevará al peregrino a Dafni, el principal puerto de entrada en el Monte Athos y la segunda ciudad más grande del territorio. Desde allí podrá tomar otros barcos más pequeños a otros monasterios, algún autobús (principalmente para ir a Karyes) o caminar por los múltiples senderos. La comunicación por tierra con Grecia no está permitida. El principal puesto fronterizo, junto a Uranópolis, está situado en Frangokastro.

### Monasterios ysketae

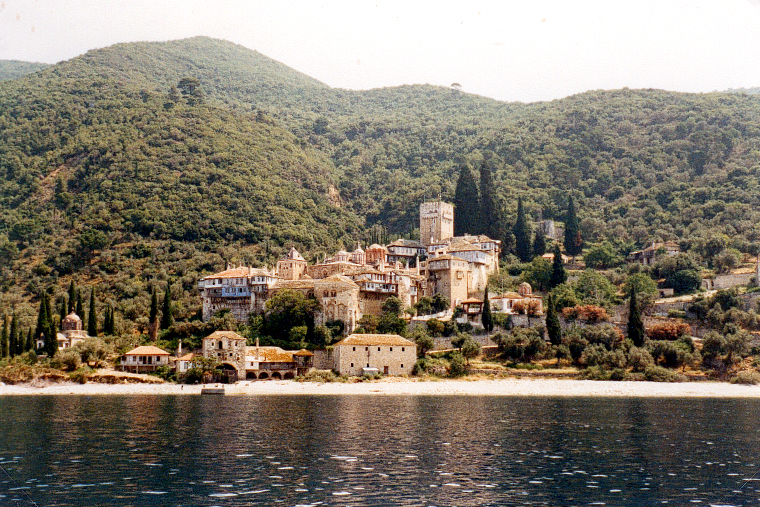
Vista general del monasterio de Dochiariou, en la costa occidental del Monte Athos.

Los 20 monasterios del Monte Athos, ordenados según la jerarquía, son los siguientes:
1. Monasterio de la Gran Laura (Mεγíστη Λαúρα / Megisti Laura)
2. Monasterio de Vatopedi (Bατoπαiδíoυ / Batopaidiou)
3. Monasterio de Iviron (Iβήρων / Iviron) fundación georgiana.
4. Monasterio de Jilandar (Χiλανδαρíou / Chilandariou) fundación serbia.
5. Monasterio de Dionisio (Δioνυσíoυ / Dionisiou)
6. Monasterio de Kutlumusion (Koυτλoυμoυδíoυ / Koutloumousiou) fundación rumana.
7. Monasterio de Pantokratoros (Παντokράτoρoς / Pantokratoros)
8. Monasterio de Xiropotamo (Ξηρoπoτάμoυ / Xiropotamou)
9. Monasterio de Zografou (Zωγράφoυ / Zografou) fundación búlgara.
10. Monasterio de Dochiariou (Δoχεiαρíou / Docheiariou)
11. Monasterio de Karakalos (Kαραkάλλoυ / Karakallou)
12. Monasterio de Filoteo (Φιλοθέου / Filotheou)
13. Monasterio de Simonos Petra (Σίμωνος Πέτρας / Simonos Petra)
14. Monasterio de San Pablo (Αγίου Παύλου / Agio Pavlou)
15. Monasterio de Stavronikita (Σταυρονικήτα / Stavronikita)
16. Monasterio de Xenofonte (Ξενοφώντος / Xenofontos)
17. Monasterio de Gregorio (Γρηγορίου / Gregoriou)
18. Monasterio Esfigmenu (Εσφιγμένου / Esfigmenou)
19. Monasterio de San Pantaleón (Αγίου Παντελεήμονος / Agio Pandeleimonos) fundación rusa.
20. Monasterio Konstamonitu (Κωνσταμονίτου / Konstamonitou)

### PrincipalesSkete
- Prodromos, fundación rumana.
- Santa Ana
- Kafsokalyvia
- Sketae de Vatopedi
- Sketae de Iviron
- Sketae de Kutlumusion
- Sketae de Pantokratoros
- Nueva Sketae
- Lakkoskete,
- Sketae de Xenofonte
- San Basilio
- Provata

### Zonas edificadas
- Karyés (238 hab.), capital de la República Monástica.
- Dafni (38 hab.), puerto principal.

## Geografía
El Monte Athos está localizado en Macedonia Central, siendo la tercera subpenínsula de la península Calcídica. Tiene 57 km de longitud y entre 7 y 10 km de anchura, dando una superficie total de unos 337 km². Tiene 112 kilómetros de costa.
El terreno es principalmente montañoso, con notables afloramientos rocosos y fuertes pendientes, y un litoral acantilado en muchos tramos. La cota más alta llega a los 2.033 metros del monte que, precisamente, da nombre a la república monástica. El pico se conoce como Mεταμóρφωση Σωτήρoς (Metamórfosi Sotíros), cuyo significado es "Transfiguración del Salvador". Las montañas pertenecen geológicamente a las Montañas Ródope, compuestas de ofiolitas, granito y sedimentación marina.

Mapa de Calcídica.
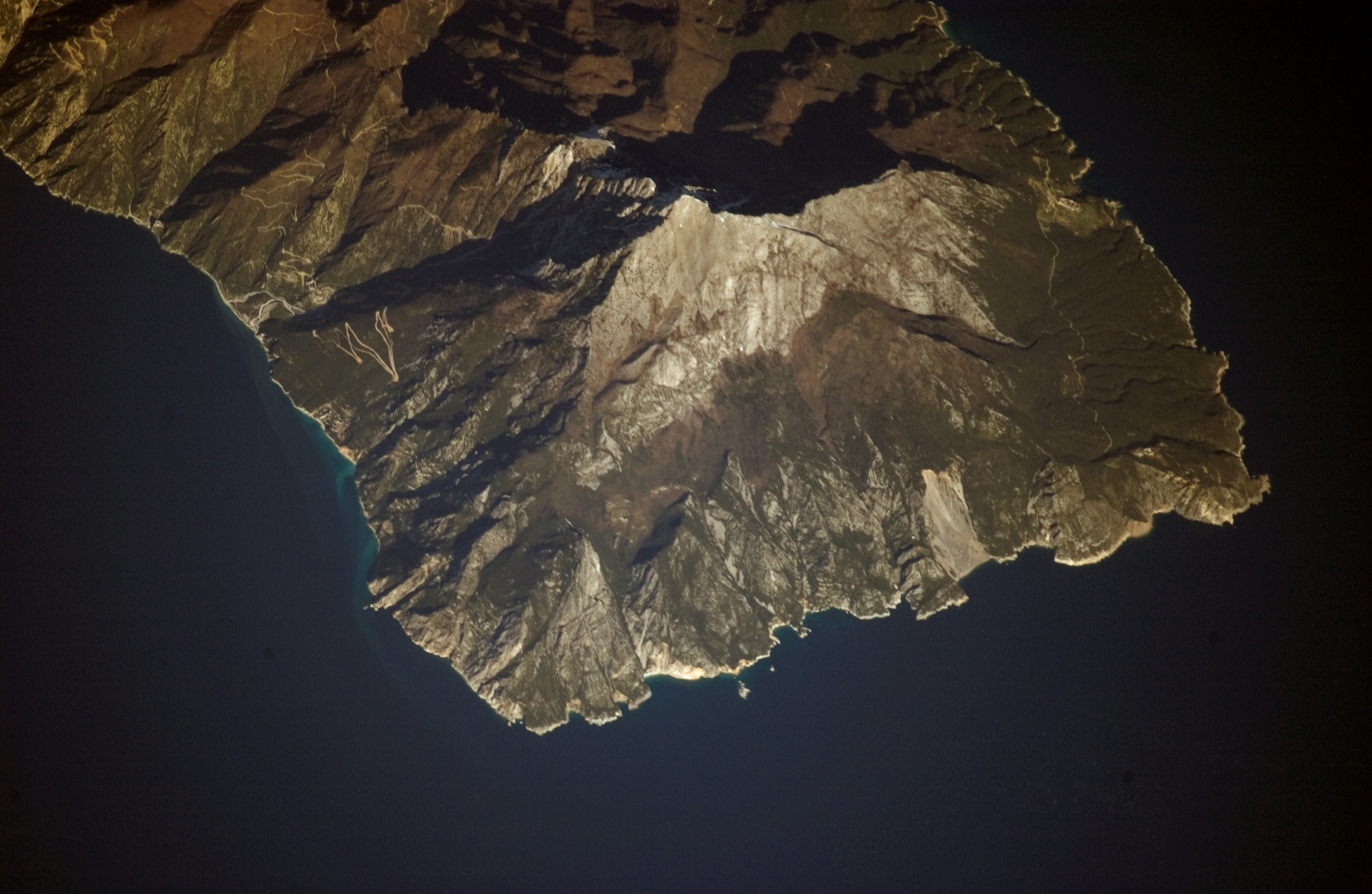
Vista aérea del Monte Athos (NASA).

## Clima
El clima en el Monte Athos es cambiante. Incluso en verano, puede verse afectado por una tormenta o granizo que puede durar tan solo unos minutos. El viento suele ser habitualmente del noreste.
Hasta los 450 metros, el clima es cálido y seco. Conforme se asciende sobre el nivel del mar, las precipitaciones de nieve y lluvia aumentan. Entre los 1000 y 2000 metros de altitud el clima es típicamente continental, frío y con fuertes precipitaciones de nieve.

## Flora y fauna
En la península de Athos los bosques ocupan más del 75 % del territorio, y se han catalogado 1453 especies de plantas. Los árboles que más predominan son los castaños, las hayas, los pinos y los robles.
Gracias al aislamiento del que goza el territorio se pueden encontrar especies raras en otras partes de Grecia. Hay registro de 37 especies de mamíferos y 14 de reptiles.
Hay una abundante avifauna. La especie más abundante es la urraca. Entre las especies protegidas se encuentran el Aquila chrysaetos, el Circaetus gallicus y el Phalacrocorax aristotelis.
En lo que respecta a los animales marinos, en ocasiones se han avistado focas (Monachus monachus) y delfines (Tursiops truncatus).

## Cultura y costumbres
Para evitar cualquier tentación sexual, las mujeres tienen prohibida la entrada en todo el territorio del Monte Athos. La prohibición también se extiende a las hembras de animales domésticos, excluyendo las gatas. Sin embargo, durante la guerra civil griega, la península acogió a mujeres y niñas entre las personas refugiadas.[cita requerida]